# Deutsche Minderheit in Tschechien
Die deutsche Minderheit Tschechiens ist die sich zur deutschen Nationalität bekennende Gruppe tschechischer Staatsbürger, sowie die Gruppe der dauerhaft in der tschechischen Republik lebenden deutschen Staatsbürger. Dieser Artikel behandelt insbesondere die Situation seit der Gründung der Tschechischen Republik 1993. Darüber hinausgehende historische Informationen finden sich in den Artikeln Sudetendeutsche, Deutschböhmen und Deutschmährer sowie Deutschschlesier.

## Deutsche Minderheit in Tschechien
Zur deutschen Minderheit in Tschechien bekannten sich bei der Volkszählung 2021 etwa 24.000 Menschen, was rund 0,2 Prozent der Gesamtbevölkerung der Tschechischen Republik umfasst.
Es handelt sich dabei überwiegend um Nachfahren der, trotz der Vertreibung, im Land verbliebenen Deutschböhmen und Deutschmährer. Weder die tschechische Regierung sieht diese Bevölkerungsgruppe als Sudetendeutsche, noch erklärt sich die Mehrheit der dortigen Deutschen als Angehörige dieser von politischen Vertretern häufig als historisch eingestuften Minderheit.
Nach dem Zweiten Weltkrieg waren die verbliebenen Deutschen in der damaligen Tschechoslowakei einem starken Anpassungsdruck unterworfen, so dass sich speziell jüngere Angehörige dieser Minderheit häufig der tschechischen Mehrheitsbevölkerung im Land assimilierten. So gaben bei der Volkszählung 2021 56 % der Angehörigen der deutschen Minderheit an, auch der tschechischen Nationalität anzugehören.
Die deutsche Minderheit war vor dem Zweiten Weltkrieg mit einem Anteil von ungefähr 30 Prozent auf dem Gebiet des heutigen Tschechiens die bei weitem bedeutendste Minderheit. Bei der Volkszählung 1921 gaben 3,06 Millionen Menschen deutsch als Nationalität an, bei der Zählung 1930 waren es 3,23 Millionen.
Bei der ersten Erhebung nach dem Zweiten Weltkrieg im Jahr 1950 waren es, aufgrund der oben genannten Gründe, nur noch ca. 160.000 Deutsche auf dem Gebiete Tschechiens. Diese Zahl nahm danach beständig bis 2011 ab. So lag sie 1970 bei etwa 81.000, bei der ersten Erhebung in der Republik Tschechien 2001 bei 39.100 und sank 2011 auf einen Tiefststand von ca. 18.500. Bei der letzten Erhebung 2021 stieg sie auf ca. 24.000. Jedoch ist hier zu beachten, dass erstmals eine Angehörigkeit zu mehreren Nationalitäten genannt werden konnte und nur 9.100 gaben deutsch als einzige Nationalität an.
In absoluten Zahlen lebte 2001 die größte deutsche Minderheit im Ústecký kraj (insgesamt 9.500 deutsche Einwohner), den höchsten prozentualen Anteil besaß der Karlovarský kraj mit fast 3 %. Innerhalb des Karlovarský kraj ist der Bezirk Sokolov mit 4,5 % der Bezirk mit der größten deutschen Minderheit in Tschechien. Im Ort Měděnec (im Okres Chomutov) bekannte sich ein Viertel der Einwohner zur deutschen Minderheit. Etwa ein Fünftel bildet die deutsche Minderheit in den Orten Tatrovice (Okres Sokolov), Horská Kvilda (Okres Klatovy) und Kryštofovy Hamry (Okres Chomutov). Alle vier Orte sind Gemeinden der kleinsten Größenkategorie bis 199 Einwohner.
Im Einzelnen betrug der Anteil der Deutschen in folgenden Gemeinden Tschechiens über zehn Prozent:
- Měděnec (dt. Kupferberg)
- Tatrovice (dt. Dotterwies)
- Horská Kvilda (dt. Innergefild)
- Kryštofovy Hamry (dt. Christophhammer)
- Stříbrná (dt. Silberbach am Erzgebirge)
- Horní Blatná (dt. Bergstadt Platten)
- Mikulov v Krušných horách (dt. Niklasberg bei Teplitz-Schönau)
- Abertamy (dt. Abertham)
- Josefov (dt. Josefsdorf)
- Kaceřov u Kynšperka nad Ohří (dt. Katzengrün)
- Boží Dar (dt. Gottesgab im Erzgebirge)
- Pernink (dt. Bärringen)
- Bublava (dt. Schwaderbach im Erzgebirge)
- Vejprty (dt. Weipert)
- Staré Sedlo u Sokolova (dt. Altsattl am Erzgebirge)
- Krásno nad Teplou (dt. Schönfeld bei Falkenau)
- Královské Poříčí (dt. Königswerth bei Falkenau)
- Žacléř (dt. Schatzlar)

Zur Erhebung im Jahr 2021 lebten ca. 60 % dieser Minderheit in den vier Krajen Karlovarský, Ústecký, Moravskoslezský und der Hauptstadt Prag, mit jeweils ca. 3.250 – 3.700 Nennungen. Mit 1,3 % lag der Anteil an der Gesamtbevölkerung in erstgenannten Kraj mit deutlichem Abstand am höchsten.
Die Mundarten der deutschen Minderheit in Tschechien werden im Rahmen des Sudetendeutschen Wörterbuchs und des Atlasses der historischen deutschen Mundarten auf dem Gebiet der Tschechischen Republik, sowie von der Landesversammlung der deutschen Vereine in der Tschechischen Republik dokumentiert und erforscht.

## Deutsch als anerkannte Minderheitensprache in Tschechien
Tschechien setzte zum 1. März 2007 die Europäische Charta der Regional- oder Minderheitensprachen in Kraft. Mit dieser wurde neben Slowakisch, Polnisch, Romani und Mährisch-Kroatisch auch Deutsch als Minderheitensprache in Tschechien anerkannt. Zum 28. Februar 2024 wurde der Schutzstatus der Sprache in den Kreisen Cheb, Karlovy Vary, Sokolov, Liberec, Ústí nad Labem, Český Krumlov, Opava und Svitavy auf die höchste Schutzstufe gehoben, was etwa die Förderung von Unterricht in Deutsch, sowie das Recht auf Kommunikation mit Behörden in dieser Sprache beinhaltet.
Deutsch ist über die deutsche Minderheit hinaus, etwa als Fremdsprache, durchaus stark verbreitet. Jedoch sind die Dialekte der Minderheit in ihren historischen Sprachgebieten so gut wie verschwunden. Diese sind heutzutage zumeist nur noch außerhalb des Landes und etwa im Sudetendeutschen Wörterbuch erhalten.

## Deutsche Staatsangehörige in Tschechien
Neben dieser oben genannten Gruppe gibt es eine besonders seit dem EU-Beitritt Tschechiens wachsende Zahl deutscher Staatsangehöriger in der Tschechischen Republik. Im Sommer 2011 hatten von den ca. 15.000 Deutschen in der Tschechischen Republik nur ca. 4.400 eine permanente Aufenthaltsgenehmigung. Die übergroße Mehrheit der Deutschen hatte nur eine befristete Aufenthaltsgenehmigung. Das Männer-Frauen-Verhältnis ist mit ca. 80:20 sehr einseitig.
Ende 2007 lebten mit 4805 die meisten Deutschen im Ústecký kraj, gefolgt von der Hauptstadt Prag mit 2437 Deutschen und dem Plzeňský kraj mit 2219 Deutschen. Die beiden nordböhmischen Kreise Ústecký kraj und Karlovarský kraj (1768 Deutsche) haben mit jeweils 0,58 % den höchsten Anteil an Deutschen, gefolgt vom Plzeňský kraj mit 0,4 %.

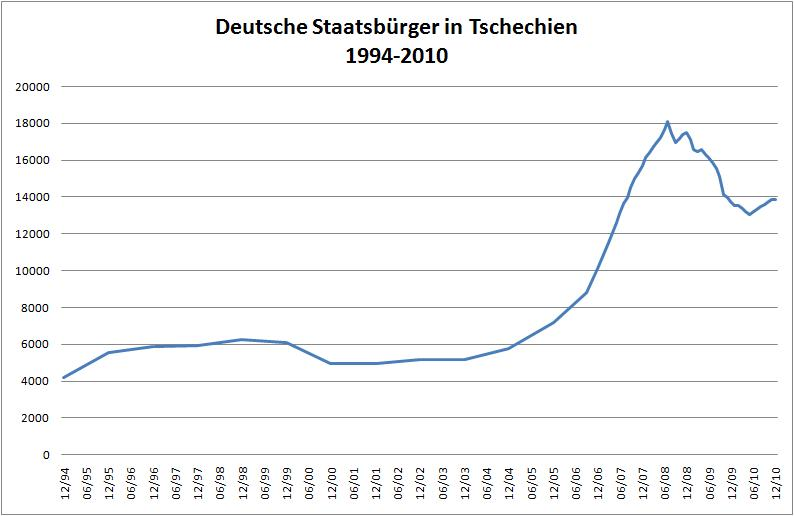
Zahl der Deutschen in Tschechien von 1994 bis 2010

Zwischen 2001 und 2022 nahmen lediglich 114 Deutsche die tschechische Staatsbürgerschaft an. Dies entspricht 0,13 % aller Einbürgerungen in diesem Zeitraum. Diese geringe Zahl ist auch durch das aktuelle Recht begründet. Zwar können ehemalige Staatsbürger, durch eine einfache Erklärung die Staatsbürgerschaft wieder erwerben. Diesen Weg beschritten über 25 % aller Eingebürgerten in diesem Zeitraum. Jedoch sind hiervon diejenigen ausgeschlossen, die sie aufgrund der sogenannten Beneš-Dekrete verloren haben. Ebenso deren Kindern und Enkelkindern. Dies betrifft insbesondere die deutsche Minderheit.
| Stichtag   | Deutsche in Tschechien | Anteil an der Gesamtbevölkerung | Anteil an den Ausländern in Tschechien |
| ---------- | ---------------------- | ------------------------------- | -------------------------------------- |
| 31.12.1994 | 04.195                 | 0,04 %                          | 4,02 %                                 |
| 31.12.1995 | 05.553                 | 0,05 %                          | 3,49 %                                 |
| 31.12.1996 | 05.875                 | 0,06 %                          | 2,95 %                                 |
| 31.12.1997 | 05.927                 | 0,06 %                          | 2,70 %                                 |
| 31.12.1998 | 06.248                 | 0,06 %                          | 2,73 %                                 |
| 31.12.1999 | 06.112                 | 0,06 %                          | 2,67 %                                 |
| 31.12.2000 | 04.968                 | 0,05 %                          | 2,47 %                                 |
| 31.12.2001 | 04.937                 | 0,05 %                          | 3,01 %                                 |
| 31.12.2002 | 05.183                 | 0,05 %                          | 2,89 %                                 |
| 31.12.2003 | 05.188                 | 0,05 %                          | 2,66 %                                 |
| 31.12.2004 | 05.772                 | 0,06 %                          | 2,98 %                                 |
| 31.12.2005 | 07.187                 | 0,07 %                          | 2,78 %                                 |
| 31.12.2006 | 10.109                 | 0,10 %                          | 3,14 %                                 |
| 31.12.2007 | 15.700                 | 0,15 %                          | 4,00 %                                 |
| 31.12.2008 | 17.496                 | 0,17 %                          | 3,99 %                                 |
| 31.12.2009 | 13.792                 | 0,13 %                          | 3,18 %                                 |
| 31.12.2010 | 13.871                 | 0,13 %                          | 3,26 %                                 |
| 31.12.2011 | 15.763                 | 0,15 %                          | 3,63 %                                 |
| 31.12.2012 | 17.149                 |                                 | 3,93 %                                 |
| 31.12.2013 | 18.507                 |                                 | 4,21 %                                 |
| 31.12.2014 | 19.687                 |                                 | 4,38 %                                 |
| 31.12.2015 | 20.464                 |                                 | 4,40 %                                 |
| 31.12.2016 | 21.216                 |                                 | 4,27 %                                 |
| 31.12.2020 | 20.861                 |                                 | 3,30 %                                 |
| 31.12.2021 | 14.792                 |                                 | 2,25 %                                 |
| 31.12.2022 | 14.032                 |                                 | 1,26 %                                 |

## Medien der deutschsprachigen Minderheit

Titelkopf der deutschsprachigen Prager Zeitung

Titelkopf der deutschsprachigen Landeszeitung aus Prag

Das Angebot reicht von wissenschaftlichen Fachzeitschriften wie Germanoslavica oder Communio Viatorum bis hin zum Wirtschaftsmagazin Plus.
Wichtigste Publikationen war die bis 2016 wöchentlich erscheinende Prager Zeitung und ist die alle 14 Tage erscheinende Landesecho – Zeitschrift der Deutschen in der Tschechischen Republik. Letztere wird von der deutschen Minderheit herausgegeben und vom tschechischen Staat gefördert wie auch finanziert.
Hörfunksendungen in deutscher Sprache produzieren Radio Prag, die Regionalstudios von Český rozhlas für Olmütz und die Region Středočeský kraj sowie Hallo Radio Hultschin.

## Aktivitäten und Einrichtungen der deutschsprachigen Minderheit in Tschechien

### Vereine und Verbände
- Kulturverband der Bürger deutscher Nationalität in der ČR (Kulturní sdružení občanů - německé národnosti ČR o.s.)
- Landesversammlung der deutschen Vereine in der Tschechischen Republik (vormals: Landesversammlung der Deutschen in Böhmen, Mähren und Schlesien)
- Deutschsprachige Evangelische Gemeinde Prag
- Prager Literaturhaus deutschsprachiger Autoren

### Zeitungen
- Landesecho, erscheint alle 14 Tage, herausgegeben von der Landesversammlung der deutschen Vereine in der Tschechischen Republik
- Prager Zeitung (bis 2022)

### Schulen
- Deutsche Schule Prag
- Österreichisches Gymnasium Prag
- Thomas-Mann-Gymnasium Prag
- Grundschule der deutsch-tschechischen Verständigung

### Sport
- DFC Prag (Neugründung 2016)
- Teilnahme der Deutschen in Tschechien an der Europeada 2024 (Fußball-EM der nationalen Minderheiten)